# Bunnyranch
Bunnyranch é uma banda de rock n' roll portuguesa originária de Coimbra e formada originalmente por Kaló, Filipe Costa, Pedro Calhau e André Ferrão.
Já actuaram em Espanha, Países Baixos, Inglaterra e em vários locais em Portugal.
O seu som incaracterístico e explosivo aliado à sua postura em palco são uma das marcas da banda. 
Não se ficam só pela música, contando já com um documentário dedicado à banda. BunnyRanch é também o nome de um bordel legal no estado do Nevada, EUA.
Em 2010 lançaram o álbum "If You Missed The Last Train".

## Membros

### Actuais
- Kaló - vocais e bateria
- João Cardoso - órgão, piano e vocais
- Augusto Cardoso - guitarra
- Pedro Calhau - baixo

### Ex-membros
- Filipe Costa - teclado, órgão, piano
- André Ferrão - guitarra

## Discografia
- 2002 - Too Flop To Boogie  (EP)
- 2004 - Trying To Lose
- 2006 - Luna Dance
- 2008 - Teach Us Lord... How To Wait
  - Julho - Teach Us Lord  (EP)
  - Setembro - How To Wait  (EP)
- 2010 - If You Missed The Last Train